# بنجامين وينسلو دودلي
بنجامين وينسلو دودلي (بالإنجليزية: Benjamin Winslow Dudley)‏ هو جراح أمريكي، ولد في 12 أبريل 1785 في مقاطعة سبوتسيلفانيا في الولايات المتحدة، وتوفي في 20 يناير 1870 في ليكسينغتون في الولايات المتحدة.